# Горан Томашевић
Горан Томашевић (Београд, 1969) српски је ратни фотограф. Радећи за агенцију Ројтерс, више од 20 година својим фото-апаратом бележи сукобе широм света. Био је на просторима бивше Југославије, Ирака, Авганистана, Либије, Сирије, Египта, Јужног Судана, Конга, Мозамбика, 
Бурундија, Нигерије... 
Фотографисао је и Олимпијске игре у Сиднеју 2000. године и Светско првенство у фудбалу у Немачкој 2006. године, али његове слике из кризних подручја са свих страна света освојиле су све најважније награде за фотографију.

## Каријера
Томашевић своју професионалну каријеру започиње 1991. године, радећи за дневни лист ''Политика''. Убрзо је постао и спољни сарадник агенције Ројтерс, а радио је и за ''Београдску хронику''. Фотографисо је рат који је уследио након распада Југославије, ишао је у Босну и Хрватску. За Ројтерс званично креће да ради 1996. године, где ради и данас. Од 1997. године је фотографисо рат на Косову и антимилошевићевске протесте у Београду. Током тромесечног НАТО бомбардовања Југославије 1999. године, Томашевић је био једини фотограф који је радио за страну штампу, и који је све време трајања сукоба провео на Косову.
Након тих дешавања на Балкану, Томашевић престаје да ради за ''Политику'', и Ројтерс га шаље на Блиски исток. Преселио се у Јерусалим и од 2002. до 2006. године био је Ројтерсов извештач са седиштем у Јерусалиму, а од 2006. до 2012. у Каиру. Покривао је Другу интифаду. Током инвазије на Ирак 2003., коју су предводиле САД, његова слика америчког маринца који посматра рушење статуе Садама Хусеина, постала је једна од најупечатљивијих слика рата. Сви водећи светски листови објавили су је на насловној страни и рекордер је по броју насловних страница са више од 160 у једном низу.
Томашевићева фотографија рањавања једног америчког наредника у Авганистану, постала је култна слика у америчкој ратној историји. Она се сада налази у Музеју ратне фотографије у САД.
Томашевић се преселио у Каиро 2006. и био је у средишту Ројтерсовог извештавања о Арапском пролећу. У Либији је његова слика, ватрене лопте која је испаљена након ваздушног напада на про-Гадафијеве борце, постала икона либијског рата, красивши више од 100 новиница широм света. Његове слике побуњеничких бораца, који се боре са про-Асадовим снагама међу рушевинама Алепа и Дамаска током Грађанског рата у Сирији, освојиле су међународно признање, као и његово извештавање о крвавој опсади тржног центра у Најробију у    Кенији.
Томашевић је радио у дописништвима Ројтерса, у Јерусалиму, Каиру и Најробију. Тренутно живи у Истанбулу и шеф је фотографа агенције Ројтерс.

## Награде
Томашевићев рад је награђен многим престижним међународним наградама. Проглашен је Ројтерсовим фотографом године рекордна четири пута (2003, 2005, 2011. и 2013.) и освојио је награду те агенције за фотографију године 2008. Године 2009. му је Друштво издавача у Азији, са седиштем у Хонгконгу, доделило Награду за изузетност у новинској фотографији. Године 2014. добио је прву награду Ворлдпрес. Добио је награду за кинеску међународну прес фотографију, године 2011. Томашевић је 2012. освојио награду Лондон Фронтлајн, а 2013. награду Дани Јапана. Године 2005. добио је награду за најбољег из фото-новинарства у категорији Портрет и личност. Лист Гардијан је 2013. године изабрао Горана Томашевића за најбољег новинског фотографа на свету. Интернационални Бизнис Тајмс УК изабрао је Горана за свог агенцијског фотографа године за 2016.

### Пулицерова награда
Горан Томашевић је 2019. добио Пулицерову награду за потресну фотографију на којој петао пролази поред дечака који је погинуо у обрачуну банди у Хондурасу. Он је награђен за „живописну и запањујућу визуелну причу о важности, очају и тузи миграната док су путовали у САД из Централне и Јужне Америке“. За Пулицерову награду је био номинован и 2014. године за фотографије из Сирије.
Награђена фотографија је настала у оквиру фото-пројекта којим је праћен талас миграната из Средње и Јужне Америке у САД. Ова серија фотографија настала је у августу 2018. у Сан Педро Сули, граду са највећим бројем убистава на свету. Томашевић је два пута боравио у Хондурасу, како би кроз објектив приказао тамошње друштво у којем дрога води главну реч, а фотографисао је и криминалне банде које контролишу већи део Латинске Америке.
У јуну 2018. године први пут је отишао у Мексико и Хондурас, где је убеђивао криминалце да пристану на фотографисање, што није било нимало лако. Међутим, није био задовољан радом, па се у августу вратио. Награђена фотографија је направљена током његовог другог боравка у Хондурасу, после обрачуна двеју ривалских банди које ратују због територије за продају кокаина.

## Ресурси
1. 1 2 3  „Blizak nam je Bliski istok - Intervju – Goran Tomašević - Nedeljnik Vreme”. www.vreme.com (на језику: српски). Приступљено 2021-12-16.
2. ↑  Profesionalci: Goran Tomašević, fotograf Rojtersa (на језику: српски), Приступљено 2021-12-16
3. 1 2 3  Serbia, RTS, Radio televizija Srbije, Radio Television of. „Професионалци: Горан Томашевић, фотограф Ројтерса”. www.rts.rs. Приступљено 2021-12-16.
4. 1 2  „Goran Tomasevic (1) | World Press Photo”. www.worldpressphoto.org. Приступљено 2021-12-16.
5. 1 2 3  „Goran Tomašević: Prvi Pulicer - Ljudi - Dnevni list Danas” (на језику: српски). Приступљено 2021-12-16.